# Brummers Rugby Clube
O Brummers Rugby Clube é um clube de Rugby Union sediado na cidade de Novo Hamburgo, no estado do Rio Grande do Sul, Brasil. O clube foi fundado no dia 07 de outubro de 2007, é filiado à Federação Gaúcha de Rugby. É o primeiro clube de rugby do Vale dos Sinos. As cores do clube são o azul e preto.

## História
A origem do Brummers Rugby Clube está ligada a atletas que praticavam rúgbi no Lanceiros Negros Rugby Clube, da cidade de Canoas, que fica próxima a Novo Hamgurgo. Ronaldo Kebach, Israel Sperb, Luis Felipe Ramos, Ibrahim Fragoso e Juliano Marques deram início aos treinos de rúgbi na cidade em outubro de 2007. Os treinamentos estimularam mais pessoas, que ficaram interessadas em conhecer e praticar a modalidade esportiva, assim fortalecendo o Novo Hamburgo Rugby Clube.

Logo Antigo

Em 2008, o clube começou a disputar amistosos e também o circuito gaúcho de Seven-a-Side, competição disputada em várias etapas em diversas cidades do Rio Grande do Sul.
O clube avançou nas disputas competitivas e integrou em 2009 o Campeonato Gaúcho de Rugby. No ano de 2010, o NHRC continua a disputar a competição.

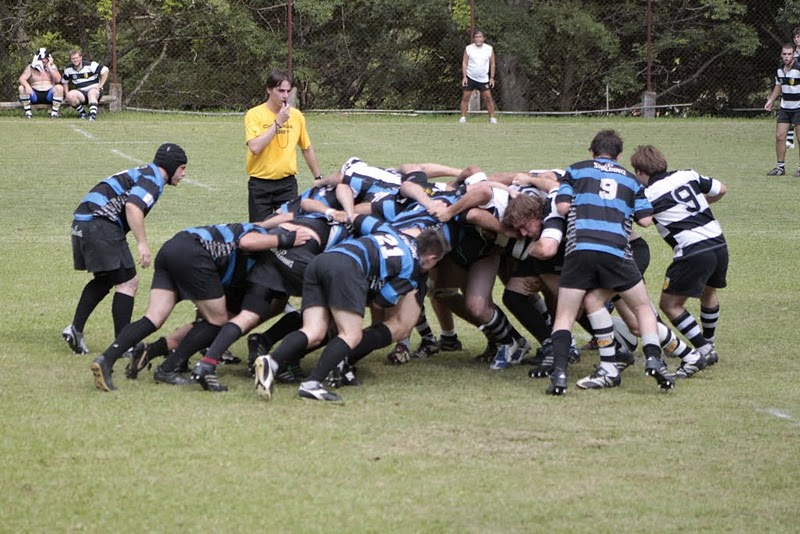
Scrum.

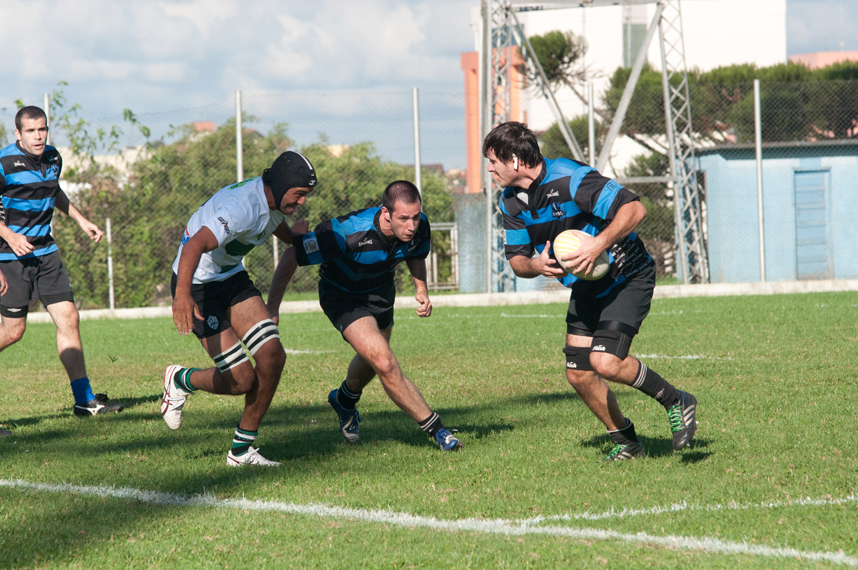

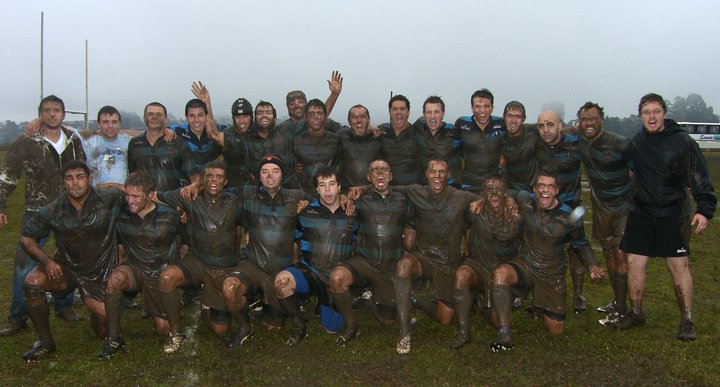
Vitória histórica contra o Serra/RS em 2010.

## Campanhas & Conquistas
Categoria Adulto Masculino
- Campeonato Gaúcho de Rugby 4º lugar - 2010
- Campeonato Gaúcho de Rugby 4º lugar - 2011
- Campeonato Gaúcho de Rugby 4º lugar - 2012
- Copa Anita Garibaldi - RS x SC - 1a Edição 1º lugar - 2012
- Copa RS 2° Lugar - 2018
- Taça Prata Campeonato Gaúcho de Rugby 1° Lugar - 2019

## Informações Gerais
- O NHRC teve em 2010 seu capitão Jardel Vettorato convocado para defender a Seleção Gaúcha de Rugby, participando da primeira partida internacional do RS.  Vitória sobre a seleção Uruguaia em Montevideo. Em 2012 jogando pela Seleção Brasileira, Jardel disputou partida histórica pelas eliminatórias da Copa do Mundo 2015. Vitória brasileira contra o Paraguay.
- Forte, Aguerrido e Bravo é o lema do clube. Esses valores fazem parte do Hino do Rio Grande do Sul.
- O clube é treinado por Diogo Farezin.

## Ex-Presidentes
- Juliano Marques